# A State of Trance 2014
A State of Trance 2014 – jedenasta kompilacja z serii A State of Trance, holenderskiego DJ-a i producenta muzycznego Armina van Buurena. Wydana została 28 marca 2014 roku przez wytwórnię płytową Armada Music.

## Lista utworów
Opracowano na podstawie materiału źródłowego.

### CD 1: On the Beach
| 1.  | Adam Szabo & Willem de Roo - "Medusa (Intro Radio Edit)"                   | 3:15    |
|     |                                                                            |         |
| 2.  | Tommy Johnson feat. Nanje Nowack - "Burn the Sun (Radio Edit)"             | 3:32    |
|     |                                                                            |         |
| 3.  | Alex M.O.R.P.H. feat. Natalie Gioia - "My Heaven (Radio Edit)"             | 3:42    |
|     |                                                                            |         |
| 4.  | Dart Rayne & Yura Moonlight - "Athena (Radio Edit)"                        | 3:48    |
|     |                                                                            |         |
| 5.  | Andrew Bayer - "Once Lydian (Original Mix Edit)"                           | 3:11    |
|     |                                                                            |         |
| 6.  | Aly & Fila feat. Jaren - "End of the Road (Hazem Beltagui Radio Edit)"     | 4:14    |
|     |                                                                            |         |
| 7.  | Bogdan Vix & Renee Stahl - "Forever (Radio Edit)"                          | 3:43    |
|     |                                                                            |         |
| 8.  | Fabio XB & Liuck feat. Christina Novelli - "Back to You (Wach Radio Edit)" | 3:29    |
|     |                                                                            |         |
| 9.  | Andrew Rayel feat. Alexandra Badoi - "Goodbye (Radio Edit)"                | 3:10    |
|     |                                                                            |         |
| 10. | MaRLo feat. Jano - "Haunted (Radio Edit)"                                  | 4:07    |
|     |                                                                            |         |
| 11. | Soarsweep - "Between Empires (Radio Edit)"                                 | 3:34    |
|     |                                                                            |         |
| 12. | Craig Connelly - "Decibels (Original Mix Edit)"                            | 4:23    |
|     |                                                                            |         |
| 13. | Gareth Emery feat. Bo Bruce - "U (Bryan Kearney Radio Edit)"               | 4:12    |
|     |                                                                            |         |
| 14. | Protoculture - "Music is More than Mathematics (Radio Edit)"               | 3:10    |
|     |                                                                            |         |
| 15. | Max Graham vs Maarten de Jong - "Lekker (Radio Edit)"                      | 3:49    |
|     |                                                                            |         |
| 16. | Markus Schulz - "Destino"                                                  | 4:39    |
|     |                                                                            |         |
| 17. | RAM & Susana - "RAMelia (Tribute to Amelia) (Radio Edit)"                  | 3:25    |
|     |                                                                            |         |
|     |                                                                            | 1:03:23 |
|     |                                                                            |         |

### CD 2: In the Club
| 1.  | Armin van Buuren & Andrew Rayel - EIFORYA (Intro Radio Edit)"                           | 2:47    |
|     |                                                                                         |         |
| 2.  | Ørjan Nilsen - "The Late Anthem (Way Too Late Radio Edit)"                              | 2:25    |
|     |                                                                                         |         |
| 3.  | Alexander Popov - "Quantum (Radio Edit)"                                                | 3:10    |
|     |                                                                                         |         |
| 4.  | Eximinds - "Phoenix (Radio Edit)"                                                       | 3:41    |
|     |                                                                                         |         |
| 5.  | Gaia - "Empire of Hearts (Radio Edit)"                                                  | 3:16    |
|     |                                                                                         |         |
| 6.  | RAM - "Kingdom of Dreams (Radio Edit)"                                                  | 3:44    |
|     |                                                                                         |         |
| 7.  | Type 41 - "Mythology (Dimension Radio Edit)"                                            | 3:47    |
|     |                                                                                         |         |
| 8.  | MaRLo - "Visions (Radio Edit)"                                                          | 3:21    |
|     |                                                                                         |         |
| 9.  | Inge Bergmann - "Oblivion (Radio Edit)"                                                 | 3:06    |
|     |                                                                                         |         |
| 10. | Wach - "Carthage (Radio Edit)"                                                          | 3:34    |
|     |                                                                                         |         |
| 11. | Jorn van Deynhoven - "New Horizons (A State of Trance 650 Anthem)"                      | 3:27    |
|     |                                                                                         |         |
| 12. | Dart Rayne & Yura Moonlight and Katty Heath - "Stole the Sun (Allen & Envy Radio Edit)" | 4:15    |
|     |                                                                                         |         |
| 13. | Simon O’Shine & Adam Navel - "Marathon (Simon O’Shine Radio Mix)"                       | 4:23    |
|     |                                                                                         |         |
| 14. | Allen Watts - "Blackout (Radio Edit)"                                                   | 2:55    |
|     |                                                                                         |         |
| 15. | James Dymond - "Siren’s Song (Radio Edit)"                                              | 3:26    |
|     |                                                                                         |         |
| 16. | John Askew - "Shine (Radio Edit)"                                                       | 4:15    |
|     |                                                                                         |         |
| 17. | Armin van Buuren - "Save My Night (Allen Watts Radio Edit)"                             | 3:07    |
|     |                                                                                         |         |
| 18. | Armin van Buuren - "Ping Pong (Radio Edit)"                                             | 2:59    |
|     |                                                                                         |         |
|     |                                                                                         | 1:01:38 |
|     |                                                                                         |         |